# Vjatšeslav Zahovaiko
Vjatšeslav Zahovaiko (Lelle, 1981. december 29. –) észt válogatott labdarúgó.

## Góljai az észt válogatottban
| #       | Dátum              | Ellenfél        | Eredmény | Kiírás              | Esemény    |
| ------- | ------------------ | --------------- | -------- | ------------------- | ---------- |
| 1.      | 2003. február 13.  | Ecuador         | 1 – 2    | barátságos mérkőzés | 68'        |
| 2.      | 2003. december 17. | Szaúd-Arábia    | 1 – 1    | barátságos mérkőzés | 40' 72'    |
| 3.      | 2004. február 16.  | Málta           | 2 – 5    | barátságos mérkőzés | 16' 62'    |
| 4.      | 2004. június 11.   | Macedónia       | 2 – 4    | barátságos mérkőzés | 54'        |
| 5.      | 2008. március 26.  | Kanada          | 2 – 0    | barátságos mérkőzés | 69' 90'    |
| 6.és 7. | 2008. június 4.    | Feröer-szigetek | 4 – 3    | barátságos mérkőzés | 9' 15' 60' |
| 8.      | 2011. március 25.  | Uruguay         | 2 – 0    | barátságos mérkőzés | 56' 66'    |

## Sikerei, díjai

### Csapatban
FC Flora:
- Észt labdarúgó-bajnokság bajnok: 2003
- Észt labdarúgó-bajnokság ezüstérmes: 2007, 2008
- Észt labdarúgó-bajnokság bronzérmes: 1999, 2004, 2006
- Észt labdarúgó-szuperkupa győztes: 2009
- Észt labdarúgó-szuperkupa döntős: 2006

Debreceni VSC:
- Magyar labdarúgó-bajnokság bajnok: 2011-12
- Magyar labdarúgókupa győztes: 2011-12

KuPS:
- Finn labdarúgókupa döntős: 2012

JK Sillamäe Kalev:
- Észt labdarúgó-bajnokság ezüstérmes: 2013-14
- Észt labdarúgó-bajnokság bronzérmes: 2012-13

### Egyéni
- Észt labdarúgó-bajnokság gólkirály: 2004